# Mielichhoferia novoguinensis
Mielichhoferia novoguinensis là một loài rêu trong họ Bryaceae. Loài này được E.B. Bartram mô tả khoa học đầu tiên năm 1965.